# Donald Machholz
Donald Edward Machholz, uneori Don Machholz (n. 7 octombrie 1952, Portsmouth⁠(d), Virginia, SUA – d. 9 august 2022, Wikieup⁠(d), Comitatul Mohave, Arizona, SUA) a fost un astronom amator american cu reședința în Colfax, în California.
A fost un prolific „vânător de comete”, în Statele Unite ale Americii, fiind creditat cu descoperirea a 10 comete, între care cometele periodice 96P/Machholz, 141P/Machholz și, o mai recentă descoperire a sa, cometa Machholz (C/2004 Q2), neperiodică, care a fost vizibilă cu ușurință cu ajutorul unui binoclu, pe cerul boreal în 2004 și 2005.
Machholz este considerat, de asemenea, ca unul dintre inventatorii Maratonului Messier, care este o competiție amicală vizând observarea tuturor obiectelor Messier într-o singură noapte.

## Lucrări
- The Observing Guide to the Messier Marathon: A Handbook and Atlas.
- Decade of Comets: A Study of the 33 Comets Discovered by Amateur Astronomers Between 1975 and 1984.
- An observer's guide to comet Hale-Bopp: Making the most of Comet Hale-Bopp: when and where to observe Comet Hale-Bopp and what to look for.

## Comete Machholz

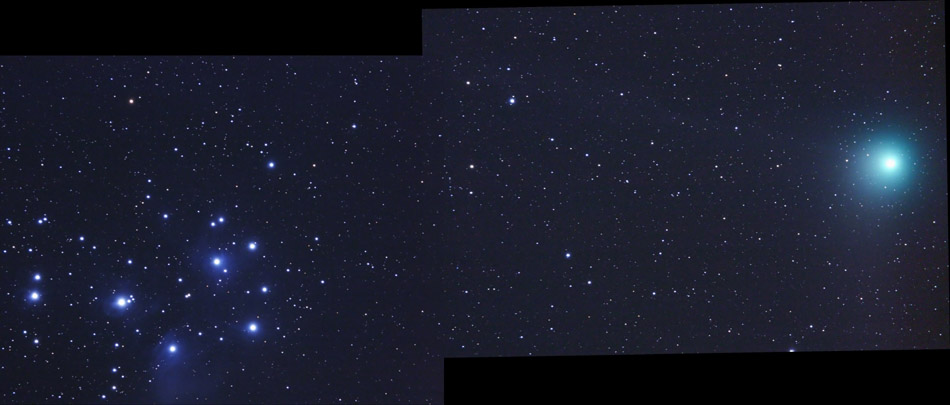
Cometa Machholz în trecere pe lângă roiul deschis Pleiadele, la începutul anului 2005.

Cometele descoperite de Donald Machholz, în ordinea descoperiririi lor:
| Cometa                                  | Data descoperirii  |
| --------------------------------------- | ------------------ |
| C/1978 R3 (Machholz)                    | 12 septembrie 1978 |
| C/1985 K1 (Machholz)                    | 27 mai 1985        |
| 96P/Machholz                            | 12 mai 1986        |
| C/1988 P1 (Machholz)                    | 6 august 1988      |
| C/1992 F1 (Tanaka-Machholz)             | 31 martie 1992     |
| C/1992 N1 (Machholz)                    | 2 iulie 1992       |
| C/1994 N1 (Nakamura-Nishimura-Machholz) | 6 iulie 1994       |
| 141P/Machholz                           | 13 august 1994     |
| C/1994 T1 (Machholz)                    | 8 octombrie 1994   |
| C/2004 Q2 (Machholz) Cometa Machholz    | 27 august 2004     |
| C/2010 F4 (Machholz)                    | 26 martie 2010     |